# Финальная гонка Мирового шоссейного кубка UCI
Финальная гонка Мирового шоссейного кубка UCI (фр. Finale de la Coupe du monde) — шоссейная однодневная велогонка в  формате индивидуального раздельного старта, проводившаяся с 1990 по 1993 год в рамках Мирового шоссейного кубка UCI. За время своего существования гонка проходила каждый раз в новом месте, являясь одновременно одной из трёх других гонок.

## История
Впервые гонка прошла в 1990 году под названием Гран-при Люнеля во французском Люнеле. На следующий год она была проведена в итальянском Бергамо и одновременно проводилась в рамках ещё двух гонок – итальянской Трофео Бараччи и французской Гран-при Наций. Со следующего 1992 года гонка остаётся одновременно ещё только частью Гран-при Наций. При этом в 1992 году она проходит в испанской Пальма-де-Мальорка, а 1993 году во французском Мёзе (Лотарингия).
Гонка 1993 года стала заключительной и с 1994 она больше не проводилась. В 2008 году была попытка провести аналогичную гонку в рамках ПроТур UCI 2008.

## Призёры
| Год  | Победитель          | Второй        | Третий          |
| ---- | ------------------- | ------------- | --------------- |
| 1990 | Эрик Брекинк        | Тони Ромингер | Федерико Эчаве  |
| 1991 | Тони Ромингер       | Эрик Брекинк  | Томас Вегмюллер |
| 1992 | Йохан Брюнель       | Тони Ромингер | Вячеслав Екимов |
| 1993 | Арман Де лас Куэвас | Стивен Ходж   | Эдди Сеньёр     |